# Полуденок

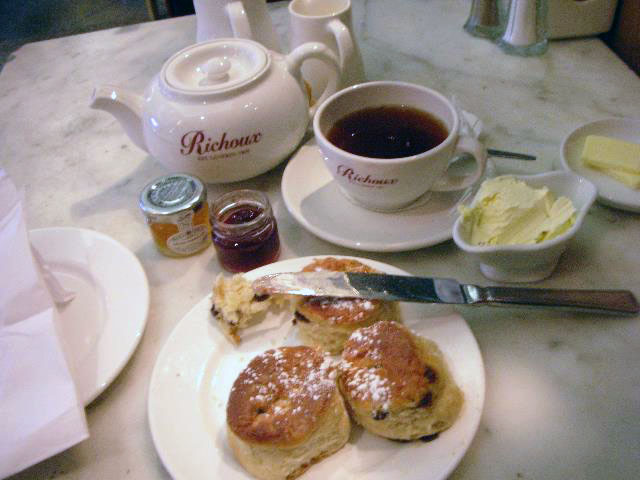
Полуденок на столі

Полу́денок, або підвечі́рок — споживання їжі між обідом і вечерею, також назва їжі, яку приготовано між обідом і вечерею. Синоніми — по́лудень, полу́днання.
В українських дитсадках полуденок зазвичай проводиться о 16:00, або після тихого часу[джерело?].

## Історія
Режим харчування українців залежав від різних факторів — від сезону року, режиму робочого дня, запасів харчових продуктів, релігійних вірувань та ін. Традиційно у селян було прийнято харчуватися тричі на добу: снідати, обідати і вечеряти. У гарячу для них пору літніх польових робіт, коли світловий день був довгим і виснажливим, селяни приймали їжу ще додатково — «полуднали» або «передвечеряли». Загалом розподіл їжі впродовж дня в Україні майже скрізь був однаковим і залежав передовсім від режиму роботи, а також від заможності сім'ї. Так, при триразовому харчуванні сніданок з'їдали вже о 6—7-й год. до початку робочого дня, обідали — об 11—13-й год., а вечеряли — аж о 20—21-й год. При чотириразовому харчуванні, як уже згадувалося, використовували також полудень (трапеза після полудня) або підвечірок (о 16—17-й год.). Взимку, зокрема у Великий піст, бідні селяни часто обмежувалися лише двома прийомами їжі — обідом і вечерею або сніданком і вечерею. Полуденок селянина в полі часто складався з хліба з часником і цибулею.

## Меню та склад
Підвечірок зазвичай складається з фруктів, каші, сиру, млинців, печива, тістечок, молока або чаю. Він не повинен бути важким і занадто ситним. Полуденок у дітей покликаний запобігти тому, щоб їх тягнуло на безсистемні перекуси у другій половині дня. Для дитячого підвечірка підходять також фрукти, компот, булочки, какао.

## Інше
У багатьох країнах між обідом і вечерею прийнято влаштовувати чаювання або пиття кави, які можуть бути аналогом передвечірка.
Невелике вживання їжі може влаштовуватися не тільки після обіду, але й за кілька годин до нього. Воно відоме як «передобідок».